# Narcine bancroftii
Narcine bancroftii е вид хрущялна риба от семейство Narcinidae.

## Разпространение
Видът е разпространен в Бразилия, Венецуела, Гвиана, САЩ (Мисисипи, Ню Мексико, Северна Каролина и Флорида), Суринам и Френска Гвиана.